# Abies koreana
L'abete coreano (Abies koreana E.H.Wilson) è un albero della famiglia delle Pinaceae endemico della Corea del Sud.

## Etimologia
Il nome generico Abies, utilizzato già dai latini, potrebbe, secondo un'interpretazione etimologica, derivare dalla parola greca ἄβιος = longevo. Il nome specifico koreana è riferito all'areale di crescita della specie.

## Descrizione

### Portamento
L'abete coreano raggiunge i 9–18 m di altezza, con tronco fino a 2 m di circonferenza, a portamento arbustivo o piramidale. I rami secondari sono di color grigio o rosso-giallastro, tendenti a divenire purpurei, lievemente pubescenti.

### Foglie
Sono lunghe 1-2,5 cm, aghiformi, di colore verde lucido sulla faccia superiore, bianco-bluastre in quella inferiore, di forma lineare, con stomi disposti su 10 linee. Le gemme sono ovoidali, resinose, rosse-marroni.

### Fiori
Gli strobili maschili sono ovoidali, giallo-rossastri o verdi con riflessi violacei, lunghi 10 mm e larghi 7 mm.

### Frutti
Sono coni femminili tondeggianti, con parte superiore smussata, di colore grigio-blu e poi viola scuro a maturazione con macchie resinose, lunghi 5–7 cm e larghi 2,5–4 cm. I semi, di forma ovoidale, sono violacei, lunghi 7 mm.

### Corteccia
Purpurea e liscia da giovane, resinosa, con il passare degli anni diventa grigio pallido e solcata in placche.

## Distribuzione e habitat
Si ritrova, a quote comprese tra i 1000 e i 1900 m, in sole 4 località, di cui una nell'isola di Jeju. Il clima di riferimento è temperato freddo, stagione estiva caratterizzata dalla presenza del monsone, con precipitazioni annue di 1600 mm. Può crescere in foreste pure oppure in associazione con Betula ermanii, Taxus cuspidata, Prunus maximowiczii, Picea jezoensis, Pinus koraiensis, Quercus mongolica, Cornus controversa, Fraxinus sieboldana, Magnolia sieboldii, Sorbus commixta e vari generi di arbusti (Juniperus, Deutzia, Ribes e Rhododrendon).

## Usi
Il suo legno non viene utilizzato sia per la rarità della specie sia per la crescita molto lenta. Questo abete tuttavia è probabilmente il più utilizzato in giardinaggio, a causa delle sue peculiarità che lo rendono gradito come pianta ornamentale: l'altezza contenuta, la forma e i colori dei coni, sono caratteristiche apprezzate, insieme ad una ampia varietà di cultivar disponibili sul mercato.

## Conservazione
Le quattro subpopolazioni di abete  coreano sono in continuo declino con un tasso di mortalità elevato; gli studi scientifici ne hanno individuato la causa in un complesso di fattori ambientali riconducibile ai mutamenti climatici indotti dal global warming. In particolare la subpopolazione dell'isola di Jeju presenta criticità nella rigenerazione naturale della specie a causa della presenza di Racodium therryanum, un fungo patogeno. Viene classificata pertanto come specie in pericolo di estinzione nella Lista rossa IUCN.

## Galleria d'immagini

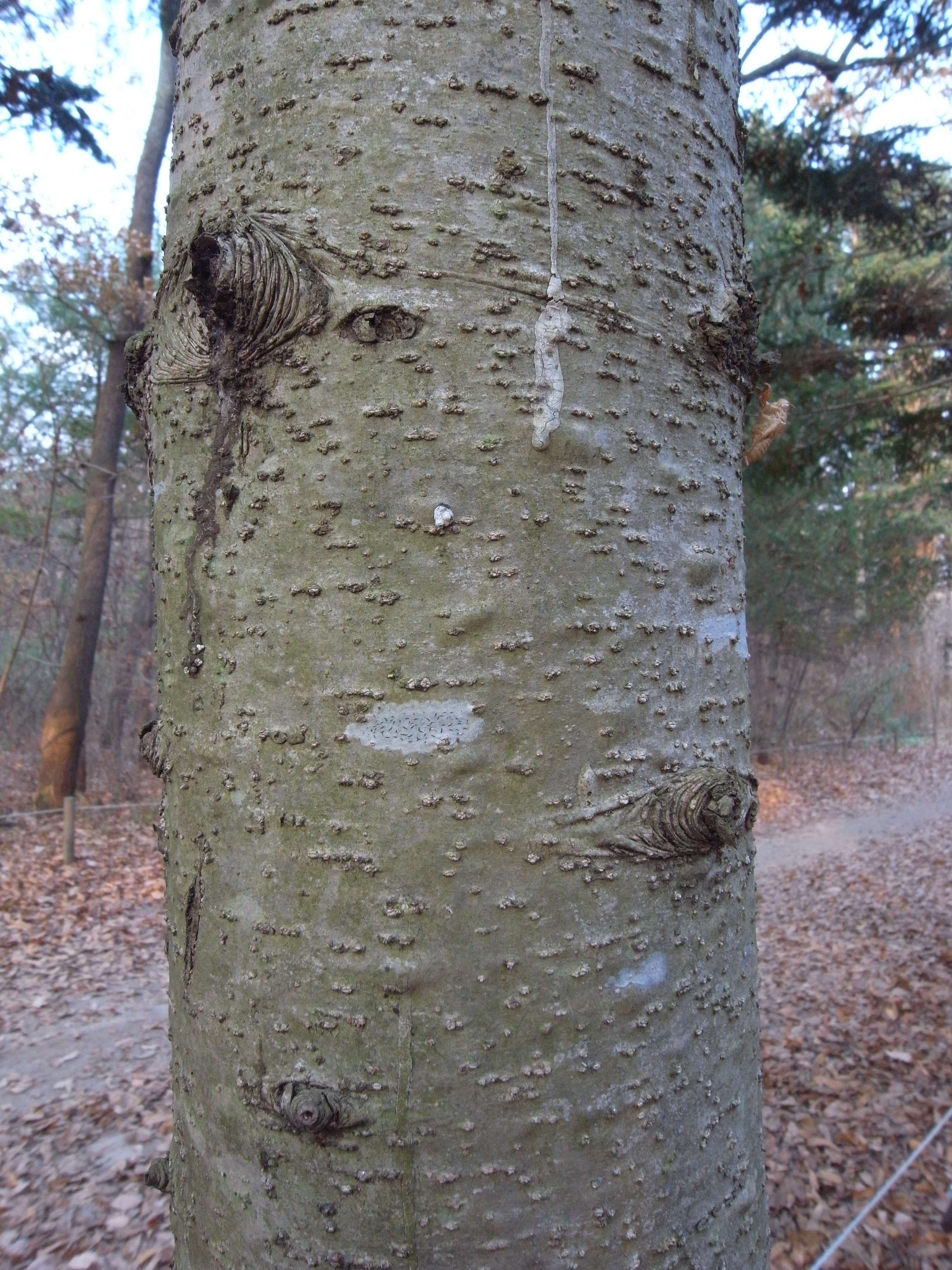
Tronco
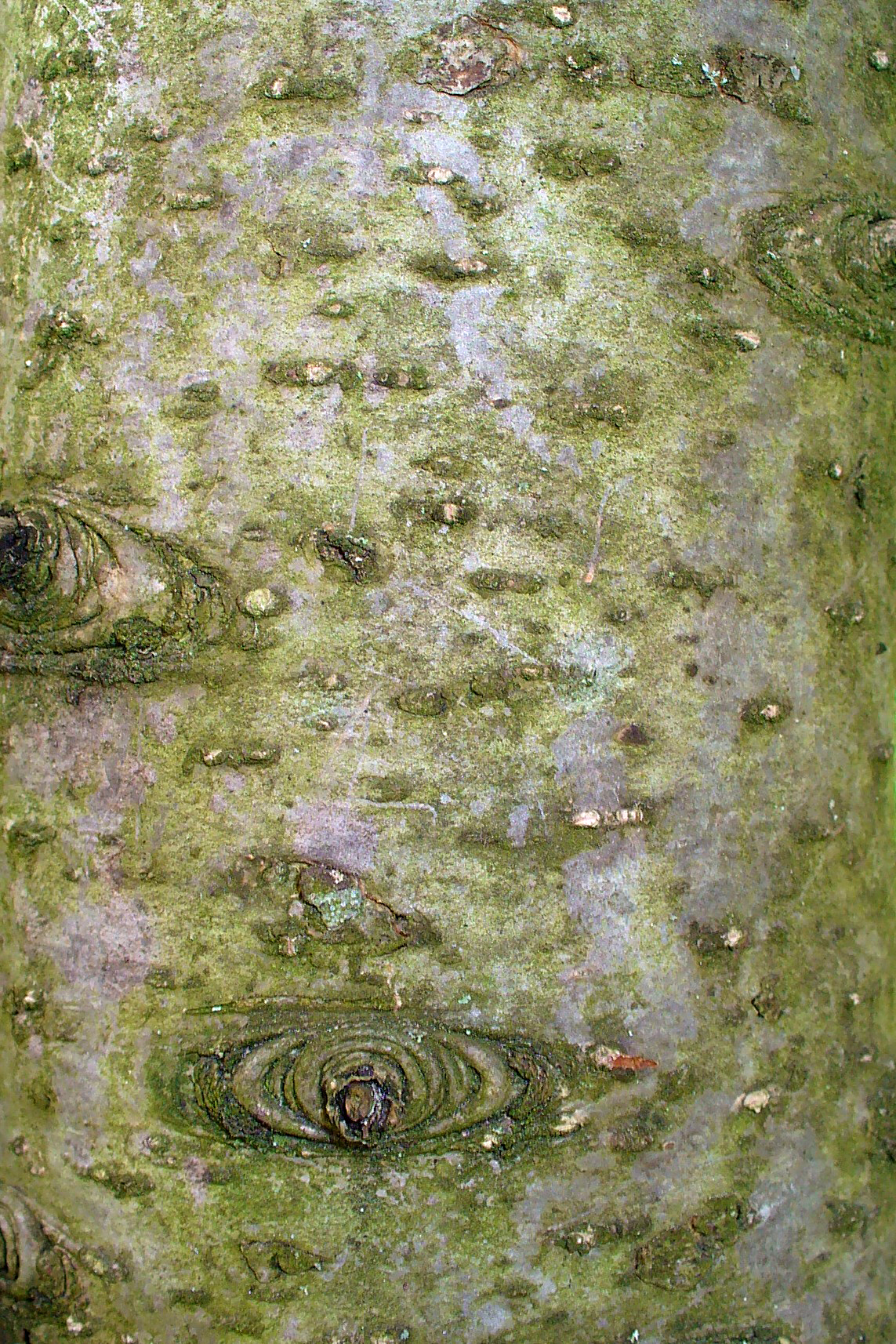
Dettaglio di corteccia
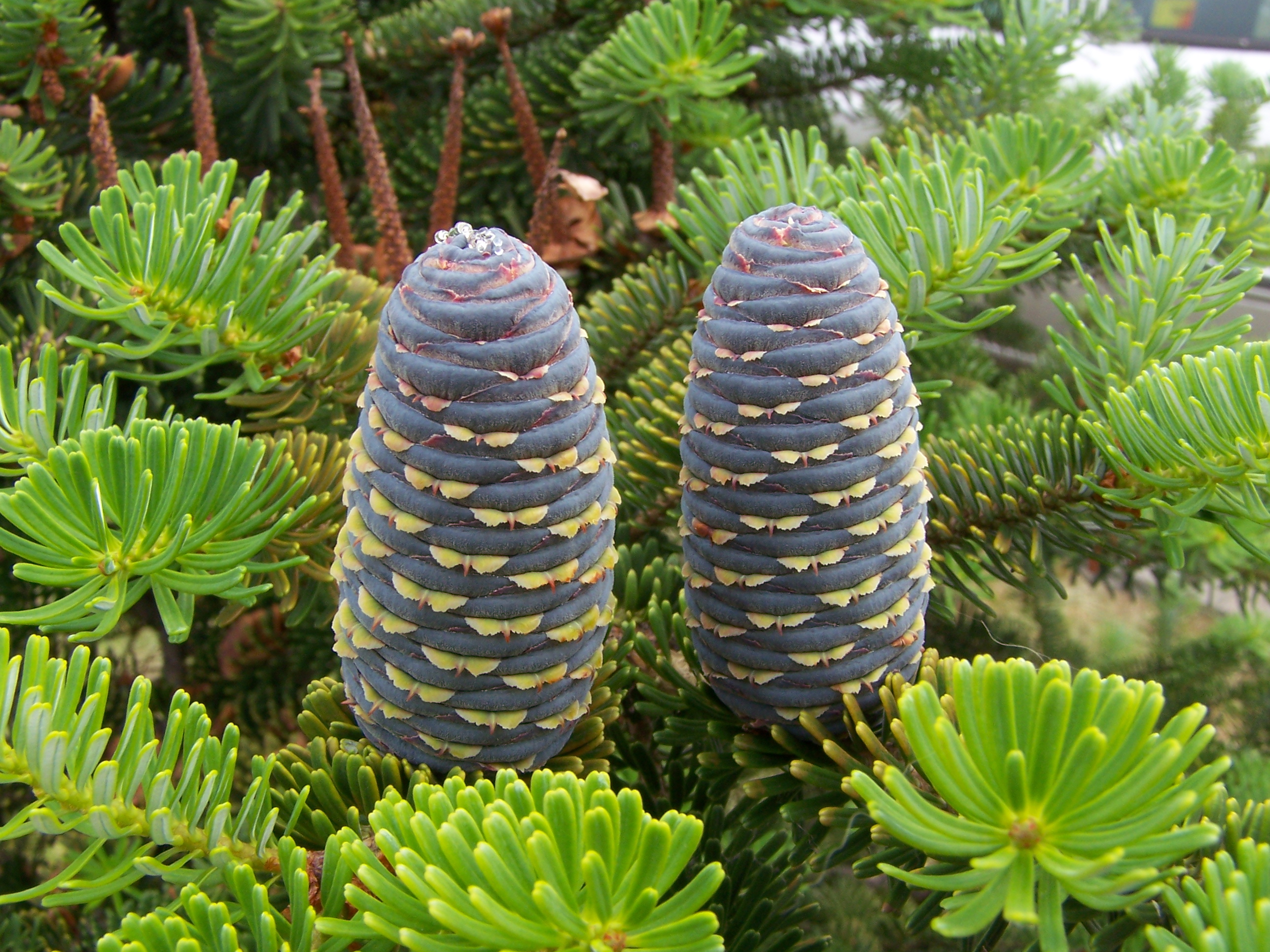
Coni femminili
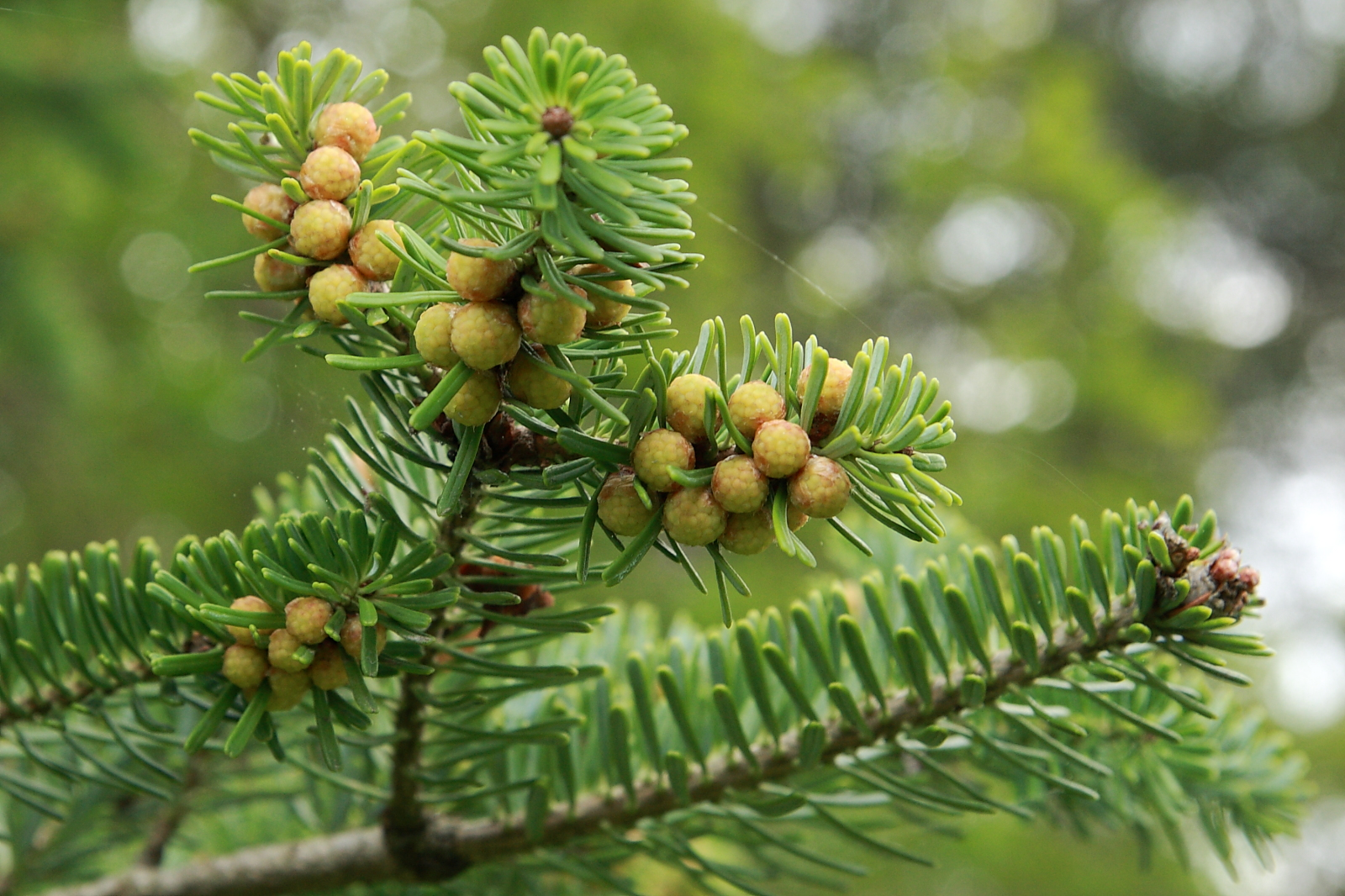
Strobili maschili
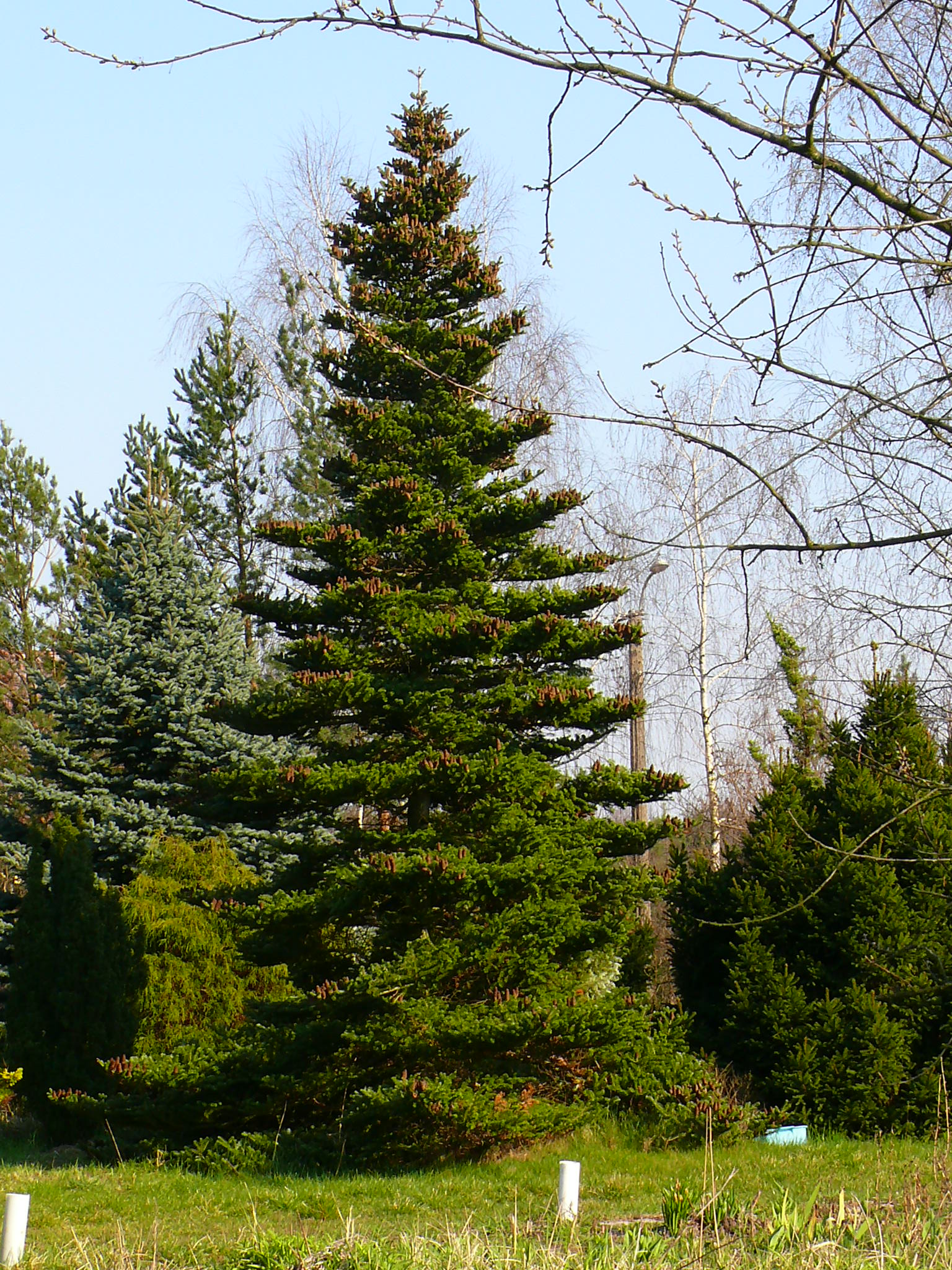
Cultivar di abete Coreano
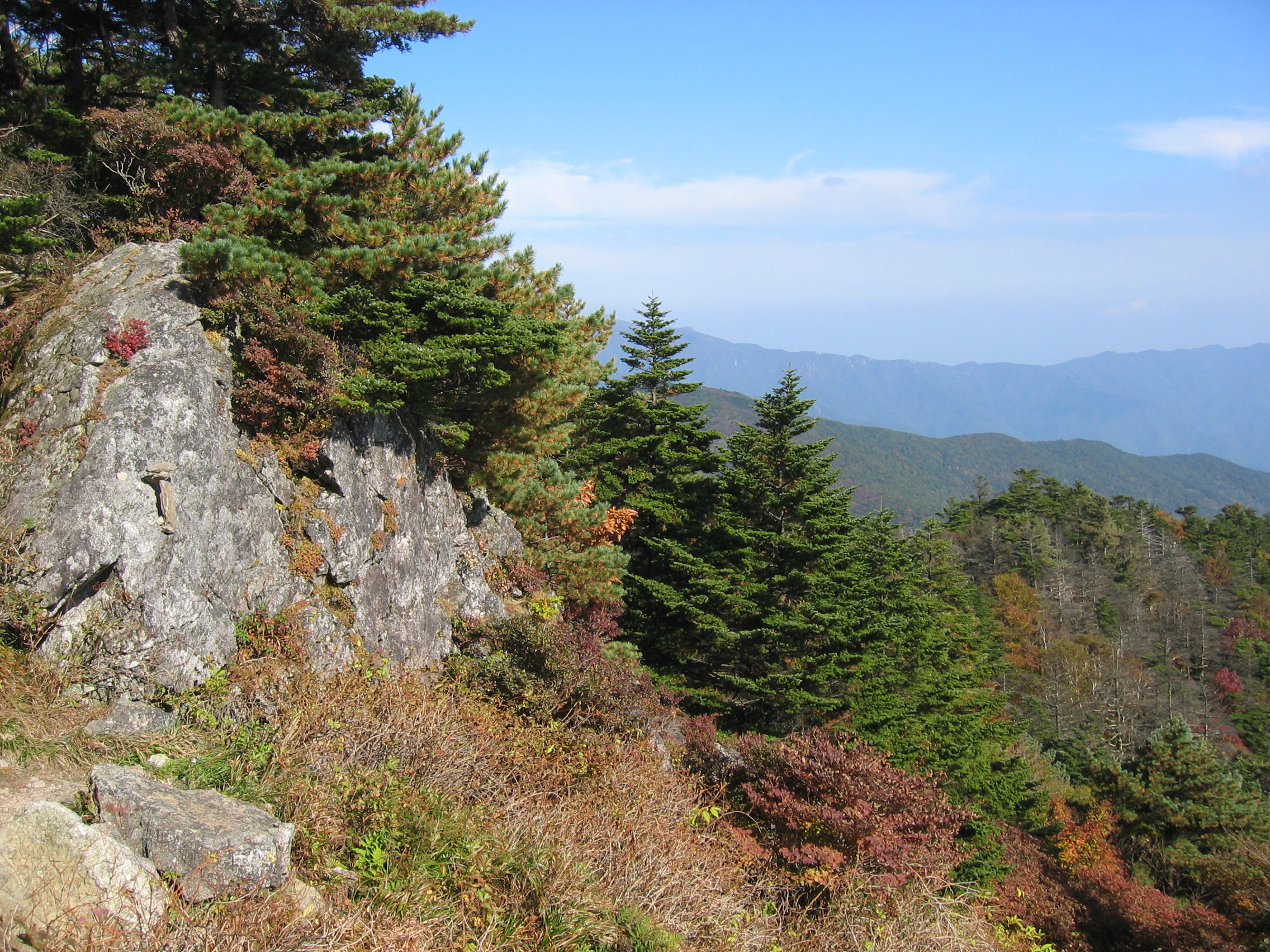
Abeti coreani in natura
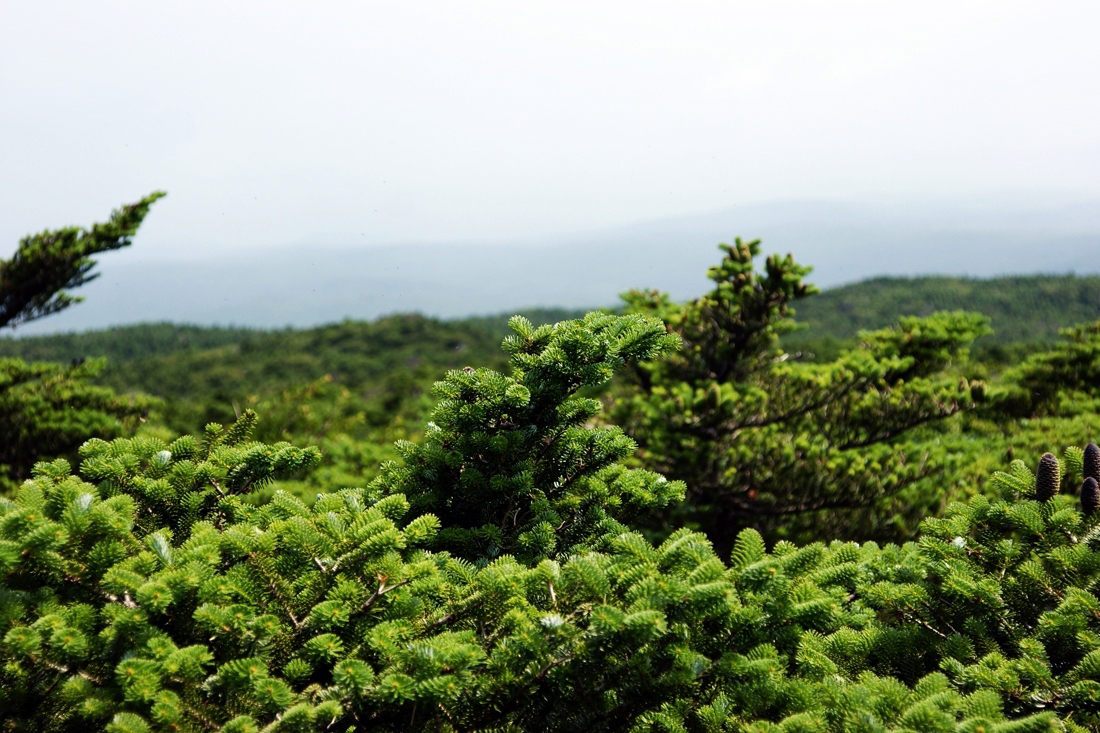
Esemplari in primo piano